# Bachten-de-Kuperoute

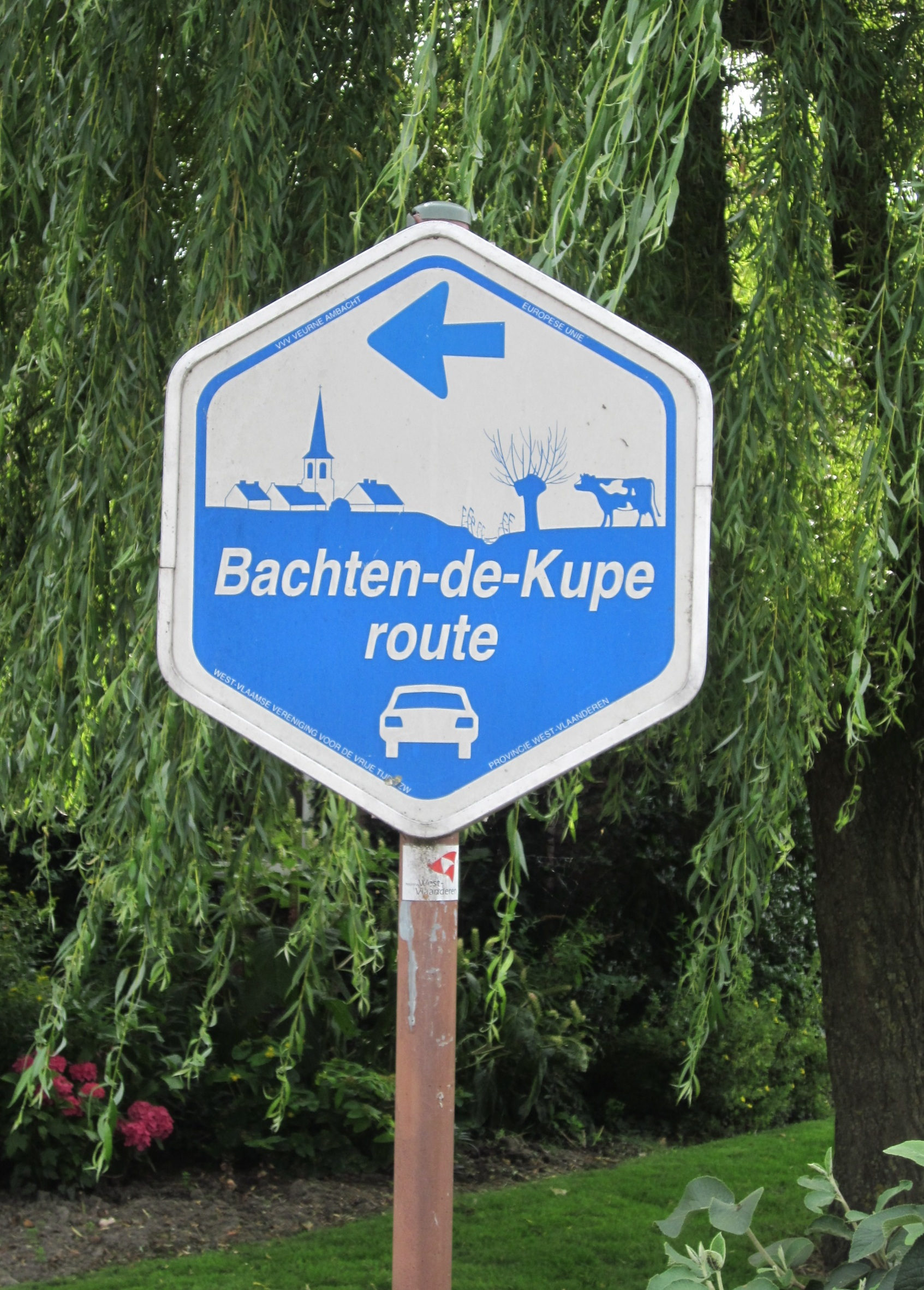

De Bachten-de-Kuperoute is een toeristische autoroute in België. De route was bewegwijzerd met zeshoekige blauwwitte borden en was 94 kilometer lang. De autoroute liep door de streek Bachten de Kupe, de regio tussen de IJzer, de zee en de Franse grens. De route vertrok uit Veurne en trok daarna langs Diksmuide, Lo-Reninge, richting Noord-Frankrijk (Hondschote), en keerde daarna via De Panne terug naar Veurne.
De route dateerde uit 1970 en was een initiatief van de VVV Veurne-Ambacht vzw. In 1997 werd de route hertekend op voorstel van de West-Vlaamse Vereniging voor de Vrij Tijd vzw en de VVV Veurne-Ambacht.